# Admirał Pantielejew
Admirał Pantielejew (ros. Адмирал Пантелеев) – rosyjski niszczyciel rakietowy, dwunasty okręt projektu 1155 (typu Udałoj, ozn. NATO Udaloy), klasyfikowany oficjalnie jako duży okręt przeciwpodwodny. W czynnej służbie od 1991 roku. Wchodzi w skład Floty Oceanu Spokojnego.

## Budowa i opis techniczny
„Admirał Pantielejew” był dwunastym – ostatnim zbudowanym okrętem projektu 1155 (Friegat), budowanego dla Marynarki Wojennej ZSRR, znanego też od pierwszego okrętu jako typ Udałoj (Udaloy). Okręt został wciągnięty na listę floty już 24 maja 1987 roku, otrzymując nazwę na cześć admirała Jurija Pantielejewa (1901–1983). Budowę prowadzono w stoczni Jantar w Królewcu (numer budowy 118). Stępkę położono 28 stycznia 1988 roku, okręt został zwodowany 7 lutego 1990 roku, zaś do służby wszedł 19 grudnia 1991 roku (na tydzień przed rozwiązaniem ZSRR).
Okręty projektu 1155 były klasyfikowane jako duże okręty przeciwpodwodne (ros. bolszoj protiwołodocznyj korabl, BPK), niemniej na zachodzie powszechnie uznawane są za niszczyciele. Ich zasadniczym przeznaczeniem było zwalczanie okrętów podwodnych, w tym celu ich główne uzbrojenie stanowiło osiem wyrzutni rakietotorped Rastrub-B z ośmioma pociskami i osiem wyrzutni torped kalibru 533 mm przeciw okrętom podwodnym. Ich możliwości w zakresie zwalczania okrętów podwodnych rozszerzały dwa śmigłowce pokładowe Ka-27PŁ. Uzbrojenie przeciwpodwodne uzupełniały dwa dwunastoprowadnicowe miotacze rakietowych bomb głębinowych RBU-6000. Uzbrojenie artyleryjskie stanowiły dwa pojedyncze działa uniwersalne kalibru 100 mm AK-100 na dziobie oraz dwa zestawy artyleryjskie obrony bezpośredniej w postaci dwóch par sześciolufowych naprowadzanych radarowo działek 30 mm AK-630M (łącznie cztery działka). Uzbrojenie rakietowe służyło tylko do bliskiej obrony i składało się z dwóch kompleksów pocisków przeciwlotniczych i przeciwrakietowych Kinżał, każdy w składzie czterech bębnowych wyrzutni pionowych, po jednym na dziobie i na rufie (64 pociski).
Okręty wyposażone zostały w odpowiednie środki obserwacji technicznej, w tym kompleks hydrolokacyjny Polinom z antenami w gruszce dziobowej, podkilową i holowaną. „Admirał Pantielejew” otrzymał pełny zestaw wyposażenia późnych okrętów tego typu, obejmujący między innymi stację radiolokacyjną dozoru ogólnego Friegat-MA (MR-750) na maszcie rufowym i stację do wykrywania celów niskolecących Podkat na maszcie dziobowym oraz wyrzutnie celów pozornych PK-2 i PK-10.
Napęd stanowią dwa zespoły turbin gazowych M9 w systemie COGAG, napędzające po jednej śrubie. Każdy składa się z turbiny marszowej D090 o mocy 9000 KM i turbiny mocy szczytowej DT59 o mocy 22 500; łączna moc napędu wynosi 63 000 KM. Prędkość maksymalna wynosi 29 węzłów, a ekonomiczna 18 węzłów.

## Służba

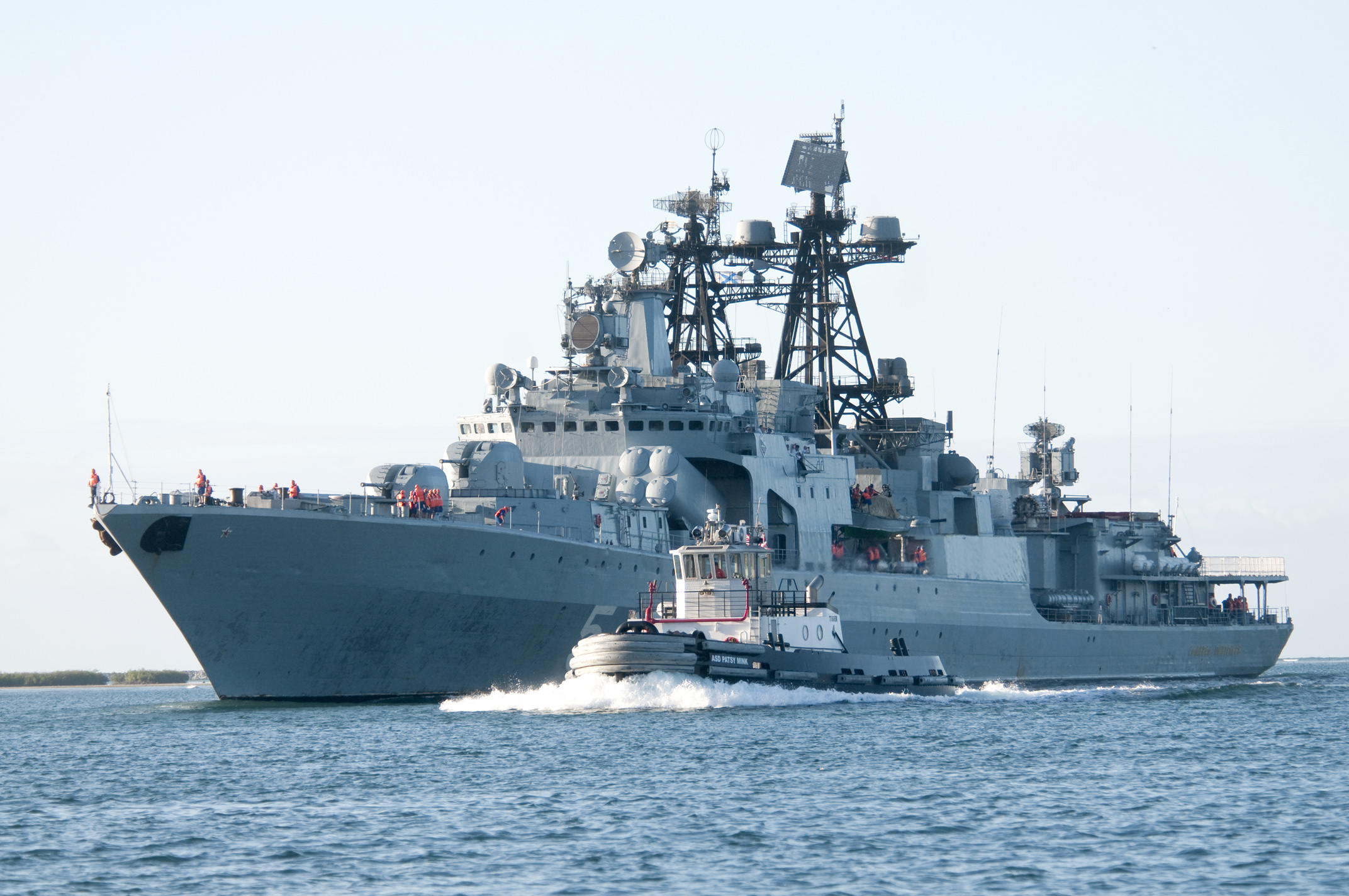
„Admirał Pantielejew” w 2012, podczas ćwiczeń RIMPAC

„Admirał Pantielejew” od 1 maja 1992 roku wchodził w skład Floty Oceanu Spokojnego marynarki wojennej Rosji. Przed przejściem na Daleki Wschód, w lipcu 1992 roku ćwiczył na Bałtyku manewrowanie z brytyjską fregatą HMS „Battleaxe”. Od 1994 roku służy w 44. Brygadzie Okrętów Przeciwpodwodnych Czerwonego Sztandaru we Władywostoku.
W dniach 23–30 sierpnia 1993 złożył wizytę w Qingdao w Chinach, a następnie w dniach 31 sierpnia – 4 września tego roku w Pusan w Korei Południowej.
6 kwietnia 2003 roku okręt wyszedł w morze wraz z okrętem „Marszał Szaposznikow” dla uczestnictwa w dużych manewrach z flotą Indii na Oceanie Indyjskim w maju.
W 2009 roku brał udział w operacji antypirackiej u wybrzeży Somalii, a w 2012 roku w dużych ćwiczeniach międzynarodowych RIMPAC na Pacyfiku.
W 2016 roku znajdował się wciąż w służbie, z numerem burtowym 548.